# Krekovi
Krekovi (cyr. Крекови) – wieś w Bośni i Hercegowinie, w Republice Serbskiej, w gminie Nevesinje. W 2013 roku liczyła 340 mieszkańców.